# Griechische Auswahl der Rhythmischen Sportgymnastik

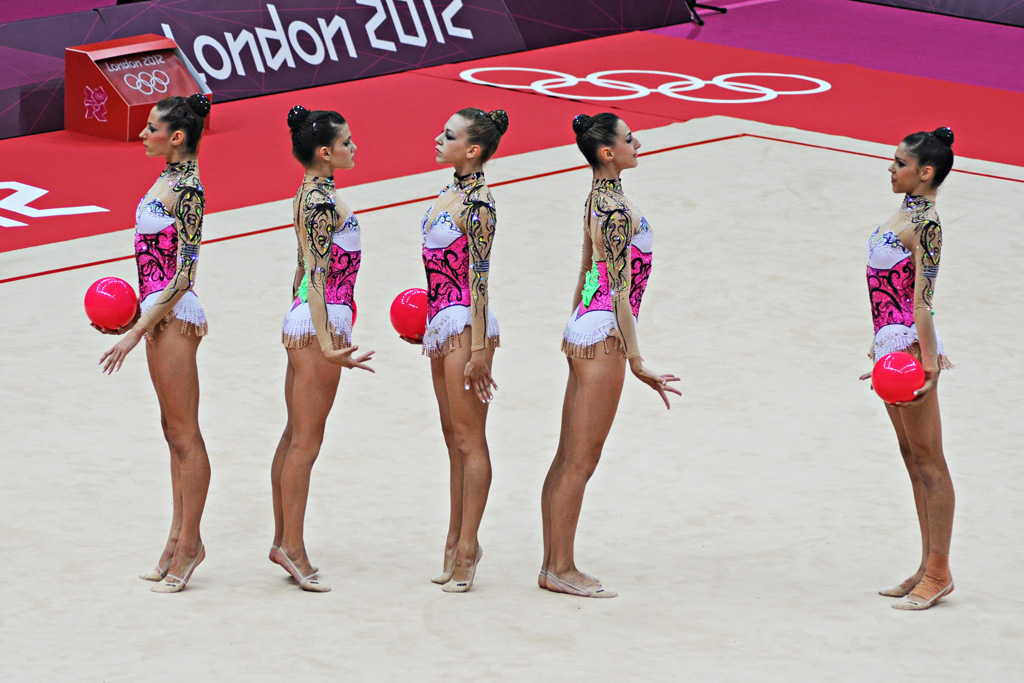
Griechische Gruppenformation bei den Olympischen Spielen 2012

Als Griechische Auswahl der Rhythmischen Sportgymnastik werden die besten griechischen Gymnastinnen bezeichnet, die Griechenland sowohl in den Einzelwettkämpfen als auch in den Gruppenwettkämpfen bei internationalen Turnieren vertreten. Die Gruppenformation nennt man üblicherweise auch Nationalmannschaft der Rhythmischen Sportgymnastik.

## Gliederung
In der Rhythmischen Sportgymnastik werden bei einem internationalen Wettbewerb, Einzelgymnastinnen einer Nation als Team bezeichnet. Die Gruppengymnastinnen als Group. 

### Einzelwettkampf
In der Einzelgymnastik gibt es Wettkämpfe in vier Disziplinen, dem sogenannten Einzelmehrkampf (englisch Individual All - Around). Die jeweils acht besten jeder Disziplin qualifizieren sich zu dem für die separat ausgetragenen Gerätefinals (englisch Apparatus Finals). Zusätzlich gibt es einen Titel im Mannschaftsmehrkampf der Einzelgymnastinnen (englisch Individual Team), somit lassen sich bis zu sechs Medaillen erturnen. Bei Olympischen Spielen wird nur eine Medaille für den Einzelmehrkampf vergeben. 

### Gruppenwettkampf
Eine Gruppenformation besteht aus fünf Gymnastinnen und einer Ersatzgymnastin. Titel werden im Mehrkampf (englisch Group All - Around) sowie in den Disziplinen 5x (alle fünf Turnerinnen mit demselben Handgerät) und 3x+2x  (mit zwei verschiedenen Handgeräten) auch Gerätefinals genannt, vergeben. Die Handgeräte werden im Vorfeld eines Turniers festgeschrieben und gelten für alle teilnehmenden Athletinnen. Bei Olympischen Spielen wird nur der Gruppenmehrkampf ausgetragen.

## RSG in Griechenland
Organisiert wird die Rhythmische Gymnastik durch den Griechischen Turnverband (griechisch Ελληνική Γυμναστική Ομοσπονδία). Obwohl diese Turnsportart in Griechenland erste Anhänger bereits in den 1960er-Jahren begeisterte, fanden die ersten Panhellenischen Meisterschaften erst 1980 statt.

### Einzelgymnastinnen
1984 präsentierten die Gymnastinnen Avdia Argiraki, Danai Nonta und Maria Alevizou erstmals die Griechische Auswahl auf internationaler Ebene bei den vierten Europameisterschaften der Rhythmischen Gymnastik in Wien. Drei Jahre später, bei den Weltmeisterschaften in Varna, gelang es den Athletinnen Maria Alevizou und Panagiota Tsitsela, sich für die Olympischen Spiele 1988 in Seoul zu qualifizieren. Im Jahre 1991 fanden erstmals Weltmeisterschaften in Griechenland statt. Die griechischen Gymnastinnen Areti Sinapidou (Rang 13) und Maria Sansaridou (Rang 11) konnten sich durch ihre gute Platzierungen für die Olympischen Spiele 1992 qualifizieren. Im Schatten dieser Ereignisse wuchs ein neues Talent der Gymnastik heran, Maria Pangalou, die bereits gute Ergebnisse im Juniorenbereich ablieferte, hinterließ einen bleibenden Eindruck beim Internationalen Meeting der RSG 1996 in Portimão. Ihr gelang es, zweimal Gold sowie zweimal Bronze in den vier Einzeldisziplinen zu erturnen. Im Einzelmehrkampf belegte sie einen vierten Platz.
Ihre gute Leistung konnte sie auch ein Jahr später bei der 13. Auflage der Europameisterschaften bestätigen. Pangalou erturnte sich in zwei Disziplinen Silber. Ihre beste Mannschaftsleistung lieferte die Griechische Auswahl bei den Weltmeisterschaften 2003. Die griechischen Gymnastinnen belegten einen vierten Platz im Mannschaftsmehrkampf. Vor allem verdankte man das Eleni Andriola, die in zwei von vier Disziplinen das Finale erreichen konnte.

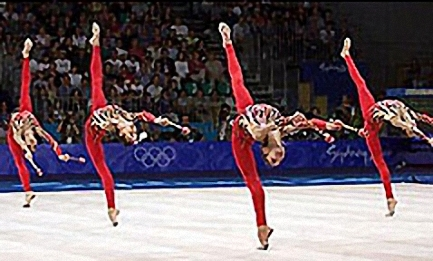
Die Griechische Auswahl bei den Olympischen Spielen 2000

### Nationalmannschaft RSG
Erste Erfolge im Gruppenwettkampf erreichten die Junioren für die Griechische Auswahl. 1987 belegte die Gruppe bei den Europäischen Meisterschaften für Junioren den sechsten Platz. 1989 bei den Weltmeisterschaften in Sarajevo erturnte auch die erste Auswahl einen fünften Platz, den sie zwei Jahre später bei den folgenden heimischen Weltmeisterschaften verteidigen konnte. Etablierte sich der Sport mit den Jahren weiter, war es wiederum die Nachwuchsgruppe, die die ersten Medaillen für Griechenland erturnte. Bei den Europameisterschaften 1994 holte der Nachwuchs einmal Gold und einmal Bronze. Drei Jahre später, bei den Europameisterschaften 1997, sicherte sich die Juniorengruppe (u. a. mit Irini Aindili und Zacharoula Karyami) erneut eine Goldmedaille. Bei denselben Meisterschaften erhielt auch die erste Auswahl erstmals eine Medaille und belegte im Mehrkampf knapp hinter Russland den zweiten Platz. Ihren vorläufigen Höhepunkt erlebte die Griechische Nationalmannschaft um die Jahrhundertwende, als sie in den Jahren zwischen 1999 und 2002 mehrfacher Europa- und Weltmeister wurde, sowie Olympiadritte bei den Spielen 2000 in Sydney. Die Gruppe wurde damals von der 17-jährigen Irini Aindili angeführt, die als erfolgreichste nationale Sportgymnastin in Griechenland gilt. Eine wiederkehrende Sportverletzung zwang sie 2003, die Mannschaft zu verlassen und ihre Karriere zu beenden, ein Jahr vor den heimischen Olympischen Spielen 2004 in Athen. 

## Internationale Wettbewerbe

### Kalamata Cup
Der Kalamata Cup ist ein seit 1993 im jährlichen Turnus ausgetragenes internationales Turnier, das von dem Griechischen Turnverband, der Stadt Kalamata und dem ansässigen Turnverein Philogymnastikos Syllogos Kalamatas ausgetragen wird.
X = wurde nicht ausgetragen
| Meisterschaften   | Austragungsort | Einzelwettkampf       | Einzelwettkampf | Einzelwettkampf | Einzelwettkampf | Einzelwettkampf | Einzelwettkampf | Einzelwettkampf | Einzelwettkampf | Gruppenwettkampf                                                                                         | Gruppenwettkampf                      | Gruppenwettkampf                      | Gruppenwettkampf                      |
| Meisterschaften   | Austragungsort | Gymnastin             | Mehrkampf       | Band            | Reifen          | Ball            | Seil            | Keulen          | Team            | Gruppe                                                                                                   | Mehrkampf                             | 5x                                    | 3x+2x                                 |
| ----------------- | -------------- | --------------------- | --------------- | --------------- | --------------- | --------------- | --------------- | --------------- | --------------- | --- | ------------------------------------- | ------------------------------------- | ------------------------------------- |
| Kalamata Cup 2010 | Kalamata       | Michaela Metallidou   | Rang 7          | Rang 7          | Rang 11         | Rang 7          | Rang 9          | X               | X               | Marianthi Zafeiriou, Stavroula Samara, Athina Tsinaslanidou, Despina Tsoumalakou, Alexandra Georgovasili | Rang 7                                | Rang 4                                | Rang 5                                |
| Kalamata Cup 2010 | Kalamata       | Varvara Filou         | Rang 13         | Rang 10         | Rang 17         | Rang 16         | Rang 14         | X               | X               | Marianthi Zafeiriou, Stavroula Samara, Athina Tsinaslanidou, Despina Tsoumalakou, Alexandra Georgovasili | Rang 7                                | Rang 4                                | Rang 5                                |
| Kalamata Cup 2010 | Kalamata       | Artemi Gavezou Castro | Rang 15         | Rang 19         | Rang 15         | Rang 11         | Rang 12         | X               | X               | Marianthi Zafeiriou, Stavroula Samara, Athina Tsinaslanidou, Despina Tsoumalakou, Alexandra Georgovasili | Rang 7                                | Rang 4                                | Rang 5                                |
| Kalamata Cup 2010 | Kalamata       | Anastasia Kontopidi   | Rang 16         | Rang 11         | Rang 18         | Rang 20         | Rang 27         | X               | X               | Marianthi Zafeiriou, Stavroula Samara, Athina Tsinaslanidou, Despina Tsoumalakou, Alexandra Georgovasili | Rang 7                                | Rang 4                                | Rang 5                                |
| Kalamata Cup 2011 | Kalamata       | Varvara Filou         | Rang 11         | Rang 10         | Rang 11         | Rang 7          | X               | Rang 13         | X               | Marianthi Zafeiriou, Stavroula Samara, Evdokia Loukagou, Alexia Kyriazi, Vasileia Zachou                 | Rang -                                | Rang -                                | Rang 8                                |
| Kalamata Cup 2011 | Kalamata       | Artemi Gavezou Castro | Rang 20         | Rang 18         | Rang 19         | Rang 19         | X               | Rang 24         | X               | Marianthi Zafeiriou, Stavroula Samara, Evdokia Loukagou, Alexia Kyriazi, Vasileia Zachou                 | Rang -                                | Rang -                                | Rang 8                                |
| Kalamata Cup 2012 | Kalamata       | Varvara Filou         | Rang 2          | Rang 3          | Rang 3          | Rang 5          | X               | Rang 3          | X               | X (kein Gruppenwettkampf ausgetragen)                                                                    | X (kein Gruppenwettkampf ausgetragen) | X (kein Gruppenwettkampf ausgetragen) | X (kein Gruppenwettkampf ausgetragen) |
| Kalamata Cup 2012 | Kalamata       | Artemi Gavezou Castro | Rang 6          | Rang 6          | Rang 5          | Rang 4          | X               | Rang 5          | X               | X (kein Gruppenwettkampf ausgetragen)                                                                    | X (kein Gruppenwettkampf ausgetragen) | X (kein Gruppenwettkampf ausgetragen) | X (kein Gruppenwettkampf ausgetragen) |

### Europameisterschaften
Europameisterschaften werden seit 1978 von der Union Européenne de Gymnastique (UEG), der europäischen Turnunion ausgetragen. Griechenland trug dabei zwei Meisterschaften bisher aus. 1994 in Thessaloniki und 1997 in Patras.
X = wurde nicht ausgetragen
| Meisterschaften | Austragungsort | Einzelwettkampf                           | Einzelwettkampf                           | Einzelwettkampf                           | Einzelwettkampf                           | Einzelwettkampf                           | Einzelwettkampf                           | Einzelwettkampf                           | Einzelwettkampf                           | Gruppenwettkampf | Gruppenwettkampf                      | Gruppenwettkampf                      | Gruppenwettkampf                      |
| Meisterschaften | Austragungsort | Gymnastin                                 | Mehrkampf                                 | Band                                      | Reifen                                    | Ball                                      | Seil                                      | Keulen                                    | Team                                      | Gruppe | Mehrkampf                             | 5x                                    | 3x+2x                                 |
| --------------- | -------------- | ----------------------------------------- | ----------------------------------------- | ----------------------------------------- | ----------------------------------------- | ----------------------------------------- | ----------------------------------------- | ----------------------------------------- | ----------------------------------------- | --- | ------------------------------------- | ------------------------------------- | ------------------------------------- |
| XIII. EM 1997   | Patras         | Maria Pangalou                            | Rang 5                                    | Silber                                    | Silber                                    | X                                         | Rang 4                                    | Rang 5                                    | -                                         | Irini Mavdraveli, Rodoula Christodoulou, Georgia Straka, Christina Lazarinou, Anetta Triantopoulou, Stella Chatziemmanouil                             | Silber                                | Rang 6                                | Rang 8                                |
| XV. EM 1999     | Budapest       | Evmorfia Dona                             | Rang 8                                    | Rang 7                                    | Rang 6                                    | Rang -                                    | Rang -                                    | X                                         | -                                         | Irini Aindili, Zacharoula Karyami, Maria Georgatou, Kleoniki Georgakopoulou, Anna Pollatou, Eva Christodoulou                                          | Gold                                  | Gold                                  | Gold                                  |
| XVI. EM 2000    | Saragossa      | Efthalia Paliarouta                       | Rang 24                                   | Rang -                                    | Rang -                                    | Rang -                                    | Rang -                                    | X                                         | -                                         | X (kein Gruppenwettkampf ausgetragen) | X (kein Gruppenwettkampf ausgetragen) | X (kein Gruppenwettkampf ausgetragen) | X (kein Gruppenwettkampf ausgetragen) |
| XVII. EM 2001   | Genf           | keine Teilnahme Griechischer Gymnastinnen | keine Teilnahme Griechischer Gymnastinnen | keine Teilnahme Griechischer Gymnastinnen | keine Teilnahme Griechischer Gymnastinnen | keine Teilnahme Griechischer Gymnastinnen | keine Teilnahme Griechischer Gymnastinnen | keine Teilnahme Griechischer Gymnastinnen | keine Teilnahme Griechischer Gymnastinnen | Irini Aindili, Chariklia Pantazi, Charitini Ioannou, Varvara Magnisali, Anastasia Kagiou, Garifalia Arvaniti                                           | Silber                                | Bronze                                | Silber                                |
| XIX. EM 2003    | Riesa          | Eleni Andriola                            | X                                         | Rang 8                                    | Rang 7                                    | Rang 7                                    | X                                         | Rang 6                                    | -                                         | Zacharoula Karyami, Chariklia Pantazi, Charitini Ioannou, Evgenia Kontelia, Styliani Christidou, Eleni Chronopoulou                                    | Rang 5                                | Rang 4                                | Silber                                |
| XIX. EM 2003    | Riesa          | Olga Nikolaidou                           | X                                         | Rang 13                                   | Rang 12                                   | Rang 9                                    | X                                         | Rang 16                                   | -                                         | Zacharoula Karyami, Chariklia Pantazi, Charitini Ioannou, Evgenia Kontelia, Styliani Christidou, Eleni Chronopoulou                                    | Rang 5                                | Rang 4                                | Silber                                |
| XXVII. EM 2011  | Minsk          | Varvara Filiou                            | Rang 17                                   | Rang 16                                   | Rang 23                                   | Rang 19                                   | X                                         | Rang 20                                   | Rang 12                                   | X (kein Gruppenwettkampf ausgetragen) | X (kein Gruppenwettkampf ausgetragen) | X (kein Gruppenwettkampf ausgetragen) | X (kein Gruppenwettkampf ausgetragen) |
| XXVII. EM 2011  | Minsk          | Artemi Gavezou Castro                     | Rang 27                                   | Rang 30                                   | Rang 36                                   | Rang 34                                   | X                                         | Rang 35                                   | Rang 12                                   | X (kein Gruppenwettkampf ausgetragen) | X (kein Gruppenwettkampf ausgetragen) | X (kein Gruppenwettkampf ausgetragen) | X (kein Gruppenwettkampf ausgetragen) |
| XXVIII. EM 2012 | N. Nowgorod    | Varvara Filiou                            | Rang 13                                   | X                                         | X                                         | X                                         | X                                         | X                                         | -                                         | Eleni Doika, Alexia Kyriazi, Marianthi Zafeiriou, Evdokia Loukagou, Vasileia Zachou, (Stavroula Samara viel kurz vor den Meisterschaften verletzt aus) | Rang 8                                | Rang 8                                | Rang 6                                |
| XXIX. EM 2013   | Wien           | Varvara Filiou                            | Rang 10                                   | Rang 8                                    | Rang 16                                   | Rang 10                                   | X                                         | Rang 14                                   | Rang 15                                   | X (kein Gruppenwettkampf ausgetragen) | X (kein Gruppenwettkampf ausgetragen) | X (kein Gruppenwettkampf ausgetragen) | X (kein Gruppenwettkampf ausgetragen) |
| XXIX. EM 2013   | Wien           | Kyriaki Alevrogianni                      | Rang 39                                   | Rang 34                                   | Rang 38                                   | Rang 62                                   | X                                         | Rang 58                                   | Rang 15                                   | X (kein Gruppenwettkampf ausgetragen) | X (kein Gruppenwettkampf ausgetragen) | X (kein Gruppenwettkampf ausgetragen) | X (kein Gruppenwettkampf ausgetragen) |
| XXX. EM 2014    | Baku           | Varvara Filiou                            | Rang 16                                   | Rang 16                                   | Rang 19                                   | Rang 9                                    | X                                         | Rang 7                                    | X                                         | Eleni Doika, Anastasia Giouvanaki, Zoi Kontogianni, Stefania Mitsana, Lamprini Vlachogianni, Stavroula Samara                                          | Rang 10                               | Rang 9                                | Rang 11                               |

### Weltmeisterschaften
Weltmeisterschaften werden seit 1963 von der Fédération Internationale de Gymnastique (FIG), der internationalen Turnvereinigung ausgetragen. Griechenland präsentierte sich in den Jahren 1991 in Athen und 2007 in Patras bisher als erfolgreicher Gastgeber. 
X = wurde nicht ausgetragen
| Meisterschaften | Austragungsort | Einzelwettkampf                      | Einzelwettkampf                      | Einzelwettkampf                      | Einzelwettkampf                      | Einzelwettkampf                      | Einzelwettkampf                      | Einzelwettkampf                      | Einzelwettkampf                      | Gruppenwettkampf | Gruppenwettkampf | Gruppenwettkampf | Gruppenwettkampf |
| Meisterschaften | Austragungsort | Gymnastin                            | Mehrkampf                            | Band                                 | Reifen                               | Ball                                 | Seil                                 | Keulen                               | Team                                 | Gruppe | Mehrkampf        | 5x               | 3x+2x            |
| --------------- | -------------- | ------------------------------------ | ------------------------------------ | ------------------------------------ | ------------------------------------ | ------------------------------------ | ------------------------------------ | ------------------------------------ | ------------------------------------ | --- | ---------------- | ---------------- | ---------------- |
| XXIII. WM 1999  | Osaka          | Evmorfia Dona                        | Rang 13                              | Rang -                               | Rang 7                               | Rang -                               | Rang -                               | X                                    | -                                    | Irini Aindili, Eva Christodoulou, Maria Georgatou, Zacharoula Karyami, Anna Pollatou, Kleoniki Georgakopoulou           | Silber           | Gold             | Gold             |
| XXV. WM 2002    | New Orleans    | X (kein Einzelwettkampf ausgetragen) | X (kein Einzelwettkampf ausgetragen) | X (kein Einzelwettkampf ausgetragen) | X (kein Einzelwettkampf ausgetragen) | X (kein Einzelwettkampf ausgetragen) | X (kein Einzelwettkampf ausgetragen) | X (kein Einzelwettkampf ausgetragen) | X (kein Einzelwettkampf ausgetragen) | Irini Aindili, Styliani Christidou, Charitini Ioannou, Zacharoula Karyami, Evgenia Kontelia, Chariklia Pantazi          | Bronze           | Bronze           | Gold             |
| XXVI. WM 2003   | Budapest       | Eleni Andriola                       | Rang 9                               | Rang 7                               | Rang -                               | Rang 7                               | X                                    | Rang 6                               | Rang 4                               | Zacharoula Karyami, Charitini Ioannou, Varvara Magnisali, Evgenia Kontelia, Styliani Christidou, Eleni Chronopoulou     | Rang 8           | Rang 7           | Rang 6           |
| XXVI. WM 2003   | Budapest       | Olga Nikolaidou                      | Rang 121                             | Rang -                               | Rang -                               | Rang -                               | X                                    | Rang -                               | Rang 4                               | Zacharoula Karyami, Charitini Ioannou, Varvara Magnisali, Evgenia Kontelia, Styliani Christidou, Eleni Chronopoulou     | Rang 8           | Rang 7           | Rang 6           |
| XXVI. WM 2003   | Budapest       | Stergiani Pantazi                    | Rang -                               | Rang -                               | Rang 8                               | Rang -                               | X                                    | Rang -                               | Rang 4                               | Zacharoula Karyami, Charitini Ioannou, Varvara Magnisali, Evgenia Kontelia, Styliani Christidou, Eleni Chronopoulou     | Rang 8           | Rang 7           | Rang 6           |
| XXVI. WM 2003   | Budapest       | Theodora Pallidou                    | Rang 21                              | Rang -                               | Rang -                               | Rang -                               | X                                    | Rang -                               | Rang 4                               | Zacharoula Karyami, Charitini Ioannou, Varvara Magnisali, Evgenia Kontelia, Styliani Christidou, Eleni Chronopoulou     | Rang 8           | Rang 7           | Rang 6           |
| XXVIII. WM 2007 | Patras         | Eleni Andriola                       | Rang 12                              | Rang 17                              | Rang 13                              | X                                    | Rang 15                              | Rang 10                              | Rang 11                              | Olga Afroditi Piliaki, Nikoleta Tsagari, Dimitra Kafalidou, Ioanna Diamantidou, Dimitra Koutropoulou, Paraskevi Plexida | Rang 12          | Rang 12          | Rang 14          |
| XXVIII. WM 2007 | Patras         | Evmorfia Dona                        | Rang 52                              | Rang 36                              | Rang 54                              | X                                    | Rang 52                              | Rang 57                              | Rang 11                              | Olga Afroditi Piliaki, Nikoleta Tsagari, Dimitra Kafalidou, Ioanna Diamantidou, Dimitra Koutropoulou, Paraskevi Plexida | Rang 12          | Rang 12          | Rang 14          |
| XXVIII. WM 2007 | Patras         | E. Gkountroumpi                      | Rang 85                              | Rang 82                              | Rang 86                              | X                                    | Rang 87                              | Rang 75                              | Rang 11                              | Olga Afroditi Piliaki, Nikoleta Tsagari, Dimitra Kafalidou, Ioanna Diamantidou, Dimitra Koutropoulou, Paraskevi Plexida | Rang 12          | Rang 12          | Rang 14          |
| XXXIII. WM 2014 | Izmir          | Varvara Filou                        | Rang 20                              | Rang 10                              | Rang 18                              | Rang 24                              | X                                    | Rang 23                              | -                                    | Eleni Doika, Anastasia Giouvanaki, Zoi Kontogianni, Stefania Mitsana, Lamprini Vlachogianni, Stavroula Samara           | Rang 12          | Rang 10          | Rang 12          |
| XXXIII. WM 2014 | Izmir          | Kyriaki Alevrogianni                 | Rang 40                              | Rang 37                              | Rang 43                              | Rang 36                              | X                                    | Rang 66                              | -                                    | Eleni Doika, Anastasia Giouvanaki, Zoi Kontogianni, Stefania Mitsana, Lamprini Vlachogianni, Stavroula Samara           | Rang 12          | Rang 10          | Rang 12          |

### Olympische Spiele
Mit den Spielen 1984 in Los Angeles wurde der Einzelmehrkampf erstmals olympisch. Seit den Spielen 2000 können sich im Vorfeld 24 Gymnastinnen qualifizieren. In einer ersten Wettkampfrunde scheiden 14 Gymnastinnen aus, die besten zehn machen dann im Finale die Medaillen unter sich aus. Die beste Platzierung einer griechischen Einzelgymnastin bei Olympischen Spielen, erturnte sich Evmorfia Dona im Jahre 2000 mit dem siebten Rang. 
Erst 1996 kam auch der Gruppenmehrkampf dazu. Seit den Spielen 2008 können sich zwölf Nationalgruppen qualifizieren. Bei den Wettkämpfen scheiden vier Gruppen aus während die anderen acht ins Finale einziehen. Die beste Platzierung einer griechischen Gruppe war bei den Spielen 2000 in Sydney mit dem Gewinn der Bronzemedaille.
| Wettbewerb  | Austragungsort | Einzelwettkampf    | Einzelwettkampf | Gruppenwettkampf | Gruppenwettkampf |
| Wettbewerb  | Austragungsort | Gymnastin          | Rang            | Gruppe | Rang             |
| ----------- | -------------- | ------------------ | --------------- | --- | ---------------- |
| Spiele 1988 | Seoul          | Maria Alevizou     | 21              | nicht olympisch |                  |
| Spiele 1988 | Seoul          | Panagiota Tsitsela | 35              | nicht olympisch |                  |
| Spiele 1992 | Barcelona      | Maria Sansaridou   | 11              | nicht olympisch |                  |
| Spiele 1992 | Barcelona      | Areti Sinapidou    | 14              | nicht olympisch |                  |
| Spiele 1996 | Atlanta        | Maria Pangalou     | 12              | nicht qualifiziert                                                                                                  |                  |
| Spiele 1996 | Atlanta        | Evangelia Sotiriou | 26              | nicht qualifiziert                                                                                                  |                  |
| Spiele 2000 | Sydney         | Evmorfia Dona      | 7               | Irini Aindili, Evangelia Christodoulou, Maria Georgatou, Zacharoula Karyami, Chariklia Pantazi, Anna Pollatou       | Bronze           |
| Spiele 2004 | Athen          | Eleni Andriola     | 9               | Styliani Christidou, Eleni Chronopoulou, Ilektra Elli Efthymiou, Maria Kakiou, Varvara Magnisali, Stergiani Pantazi | 5                |
| Spiele 2004 | Athen          | Theodora Pallidou  | 11              | Styliani Christidou, Eleni Chronopoulou, Ilektra Elli Efthymiou, Maria Kakiou, Varvara Magnisali, Stergiani Pantazi | 5                |
| Spiele 2008 | Peking         | Eleni Andriola     | 21              | Dimitra Kafalidou, Vasiliki Maniou, Olga Afroditi Pilaki, Paraskevi Plexida, Ioanna Samara, Nikoleta Tsagari        | 9                |
| Spiele 2012 | London         | nicht qualifiziert |                 | Eleni Doika, Alexia Kyriazi, Marianthi Zafeiriou, Evdokia Loukagou, Stavroula Samara, Vasileia Zachou               | 9                |